# Muhos
Muhos é um município da província de Oulu, na Finlândia, integrando a região de Ostrobótnia do Norte. Fundado em 1865, Muhos está localizado a cerca de 35 quilómetros ao sul de Oulu.
O município tem uma população de 8.846 habitantes (estimativas de março de 2010) distribuídos por uma área geográfica de 797,42 km². A densidade populacional do município é de 11,29 hab/km². Todos os habitantes da cidade falam unanimamente o finlandês.
O Rio Oulujoki atravessa a cidade e suas paisagens possuem vista para as planícies abertas de Pohjanmaa, no lado sul do rio, e as colinas arborizadas do Kainuu no lado norte. Localiza-se em Muhos a Usina Pyhäkoski, construída em 1949 e possui a maior queda d'água na Finlândia (32,4 metros). A usina foi projetada pelo renomado arquiteto finlandês Aarne Ervi.